# Keep Surfing
Keep Surfing ist ein mehrfach prämierter deutscher Dokumentarfilm aus dem Jahre 2009 von Bjoern Richie Lob. Der Film feierte auf dem Filmfest München 2009 Weltpremiere und gewann mit großer Mehrheit den Publikumspreis. Die internationale Premiere fand auf dem von Robert De Niro ins Leben gerufenen Tribeca Film Festival 2010 in New York statt.

## Handlung
Flusssurfen hat sich in München zu einer neuen Sportart entwickelt. Surfen im Meer, die Mutter aller Brettsportarten wie Windsurfen, Skateboarden und Snowboarden, gibt es seit über 1000 Jahren und hat seine Ursprünge auf Hawaii. Flusssurfen, die wohl artverwandteste Brettsportart, hat ihren Ursprung mitten im Herzen von München, dem Eisbach an der Prinzregentenstraße direkt neben dem Haus der Kunst.
Der Film, der hier erzählt wird, ist nach dem Motto: „people are more interested in people than anything else“ aufgebaut und erzählt sich zu einem großen Anteil über seine Protagonisten, Charakterfiguren der besonderen Sorte, die alle der Sport des Flusssurfens verbindet und sie immer wieder im Zentrum von München, am Eisbach, zusammenführt. Daneben geht es im Film auch um die Suche nach anderen Surfmöglichkeiten abseits des Meeres, unter anderem in Skookumchuck Narrows.

## Kritiken
„Ein großartiger Film. […] Dem Regisseur ist mit seinem Low-Budget-Etat ein eindrucksvoller Film gelungen der mehr über die Seele des Surfens verrät, als manche amerikanische Millionenproduktion.“

„Björn Richie Lob’s “Keep Surfing” is a look at a sports subculture — one that’s fascinating, frivolous or both — that should be an audience favorite. Mr. Lob hangs out with the river surfers of Munich, a politely bohemian bunch who drop in on the standing waves created when streams pass over rapids or through obstructed channels. It’s an oddly stately endeavor: the practitioners more or less surf in place, facing upstream and doing 360s and cutbacks across the face of the oncoming but stationary wave.“

„Mit seiner fabelhaften Szenedoku über Münchens Fluss-Surfer kann sich der ortskundige Björn Richie Lob bedenkenlos in die Ahnengalerie der Surf-Movies einschreiben. So mitreißend, informativ, unterhaltsam und wehmütig ist sein intimes Porträt einer hermetischen Subkultur geworden, aus deren harten Kern er sich sechs Brettl-Verrückte vornimmt und tempo-, wie facettenreich ihre Leidenschaft, ihr Privatleben und ihre Ansichten unterbringt. Famose Aufnahmen und ein aufputschender Score machen Laune.“

„Die über mehrere Jahre hinweg porträtierten jungen Männer erzählen über sich und ihr Leben, wobei der rasant geschnittene und rhythmisierte Film es mit seinen ästhetischen Anleihen beim Surffilm-Genre etwas übertreibt; dennoch ziehen die mitreißenden Bilder in Bann. Das Kinodebüt fängt zudem viel Zeitgeschichtliches ein und überzeugt durch seine Nähe zu den Protagonisten, wenngleich eine weibliche Perspektive das Männlichkeitspathos heilsam relativiert hätte.“

## Auszeichnungen
- 2009: Publikumspreis Filmfest München
- 2010: Publikumspreis Internationales Filmfestival Warschau
- 2010: Video Champion, der deutsche Home Entertainment „Oscar“ für DVD und Blu-Ray in der Kategorie Special Interest